# Time Trap
Time Trap is een Amerikaanse sciencefiction-film uit 2018 onder een regie van Ben Foster en Mark Dennis. Hoofdrollen worden gespeeld door Brianne Howey, Cassidy Gifford, Olivia Draguicevich, Reiley McClendon en Andrew Wilson.

## Verhaal
Taylor en Jackie gaan op zoek naar hun vermiste professor Hopper. Met hen gaat hun vriendin Cara mee die op haar beurt haar jongere zusje Veeves en diens speelkameraadje Furby meebrengt. Tijdens hun zoektocht vinden ze Hoppers wagen en een touw waarmee men een grot kan afdalen. De groep beslist om de grot te betreden. Enkel Furby blijft achter om eventueel hulp te halen mocht er iets mislopen.
De groep komt in een groot ondergronds grottencomplex terecht. Nadat men vreemde geluiden hoort, wil men de grot terug verlaten, maar de koorden worden tijdens hun klim doorgesneden. Daarbij bezeert Jackie haar enkel en breekt Taylor enkele vingers. Omdat ze via deze weg de grot niet kunnen verlaten, zijn ze genoodzaakt de grotten verder in te trekken. Daar vinden ze plotseling een dode Furby. Ondanks dat de groep hooguit een uur in de grot was, blijkt uit Furby's opgenomen beelden dat hij enkele dagen buiten de grot op hen had gewacht en daarop besloot om de grot ook in te gaan via een andere ingang. Ook zijn koord brak tijdens de afdaling. Uit verdere beelden blijkt dat Furby in de wagen van Hopper een dagboek heeft gevonden, waaruit blijkt dat Hoppers ouders en zijn zusje in de jaren 1960 spoorloos verdwenen toen ze in deze omgeving op zoek gingen naar de Fontein van de Eeuwige Jeugd.
Taylor heeft een verklaring voor de tijdvervorming: de tijd in de grot gaat veel trager vooruit dan daarbuiten. Cara, een experte in rotsbeklimming, beslist om de grot te verlaten via het pad dat Furby nam. Eenmaal buiten komt ze in een woeste wereld terecht waar enkel zand en rotsformaties zijn en ademen zeer moeilijk is. In de hemel ziet ze een soort ruimtevaartuig. Ze keert terug in de grot en uit een vergelijking tussen haar opgenomen beelden en de beelden van de rest van de groep blijkt dat er inderdaad een tijdvervorming is. Deze is echter nu omgekeerd en het lijkt alsof elke seconde in de grot daarbuiten duizenden jaar zijn.
Plots wordt de groep aangevallen door agressieve holbewoners die Taylor doden. Tijdens hun vlucht komt plots een futuristische astronaut de grot in die de holbewoners kan uitschakelen, maar daarbij zijn mondmasker beschadigt waardoor hij begint te stikken. De astronaut legt Taylor in een nabijgelegen waterpoel en laat daarna beelden zien hoe hun familieleden op zoek zijn naar hen, maar ook dat de aarde ondertussen niet langer leefbaar is en mensen noodgedwongen moesten verhuizen naar de planeet Mars. Daarop sterft de astronaut.
Taylor verrijst in het water en gaat op zoek naar de rest. Daarbij vindt hij Hopper. Hopper verklaart dat de tijdvervorming complexer is dan gedacht. Het grottencomplex bevat diverse zones waar de tijd ofwel trager gaat ofwel sneller met een factor x. Daarbij wijst hij naar de volgende laag waar zijn kleine zus in zit. Zij bevindt zich in een laag waar seconden ontelbare jaren duren. In die laag bevindt zich de bron van de fontein. Omdat de tijd er zo traag vooruit gaat, is het onmogelijk die laag levend te verlaten zodra men haar heeft betreden.
Omdat Hopper ook levensgevaarlijk werd verwond door de grotbewoners, beslist Taylor om hem te genezen met het water uit de poel. Daar vindt hij de anderen, maar ze worden nogmaals aangevallen door de holbewoners. Tijdens hun vlucht komt er vanuit de lucht plots een tentakel die Cara meesleurt door een waterportaal. Enkele seconden later verschijnt Cara terug en zegt dat ze de rest komt redden. Er verschijnen daarop enkele andere tentakels en het beeld wordt zwart.
In de volgende scène ontwaakt Furby in een grote kuip met water. Door een venster ziet hij de aarde. In het water ligt ook Hopper die ook verrijst. De rest van de groep komt daarop de kamer binnen. Ze verklaren dat ze zich in een verre toekomst bevinden in een ruimteschip en dat zij als mens zeer belangrijk zijn voor de huidige levensvormen in het ruimtestation.

## Rolverdeling
| Acteur               | Personage      |
| -------------------- | -------------- |
| Brianne Howey        | Jackie         |
| Andrew Wilson        | Hopper         |
| Cassidy Gifford      | Cara           |
| Reiley McClendon     | Taylor         |
| Olivia Draguicevich  | Veeves         |
| Max Wright           | Furby          |
| Hans Marrero         | The Guardian   |
| Rich Skidmore        | Rich Pintauro  |
| Chris Sturgeon       | Hopper's vader |
| Sofie Marie Lusitana | Guardian Girl  |

## Prijzen en Awards
- "Special Jury Award" op World Fest Festival Houston 2018[2]

## Trivia
- Time Trap zou in eerste instantie een found footage-film worden.[3]
- Het idee van de grot komt van Mark Dennis die in zijn kinderjaren in een gebied woonde met veel grotten.[3]